# Route asiatique 83
Pour les articles homonymes, voir Route 83.
La route asiatique 83 (AH83) est une route du réseau routier asiatique longue de 172 km et allant de Qazax en Azerbaïdjan jusqu'à Erevan en Arménie.

## Route
La route est composée de tronçon des routes suivantes :

### Azerbaïdjan
- : Qazax - Bala Cəfərli

### Arménie
- Մ1: Paravakar - Erevan

## Tracé de la AH83
- Qazax
- Idjevan
- Tsovagyugh
- Erevan